# Phlebosotera nigroscutellata
Phlebosotera nigroscutellata är en tvåvingeart som beskrevs av Papp 1972. Phlebosotera nigroscutellata ingår i släktet Phlebosotera och familjen smalvingeflugor.
Artens utbredningsområde är Mongoliet. Inga underarter finns listade i Catalogue of Life.